# Encephalartos turneri
Encephalartos turneri är en kärlväxtart som beskrevs av John Jacob Lavranos och D.L. Goode. Encephalartos turneri ingår i släktet Encephalartos och familjen Zamiaceae. IUCN kategoriserar arten globalt som livskraftig. Inga underarter finns listade i Catalogue of Life.

## Bildgalleri

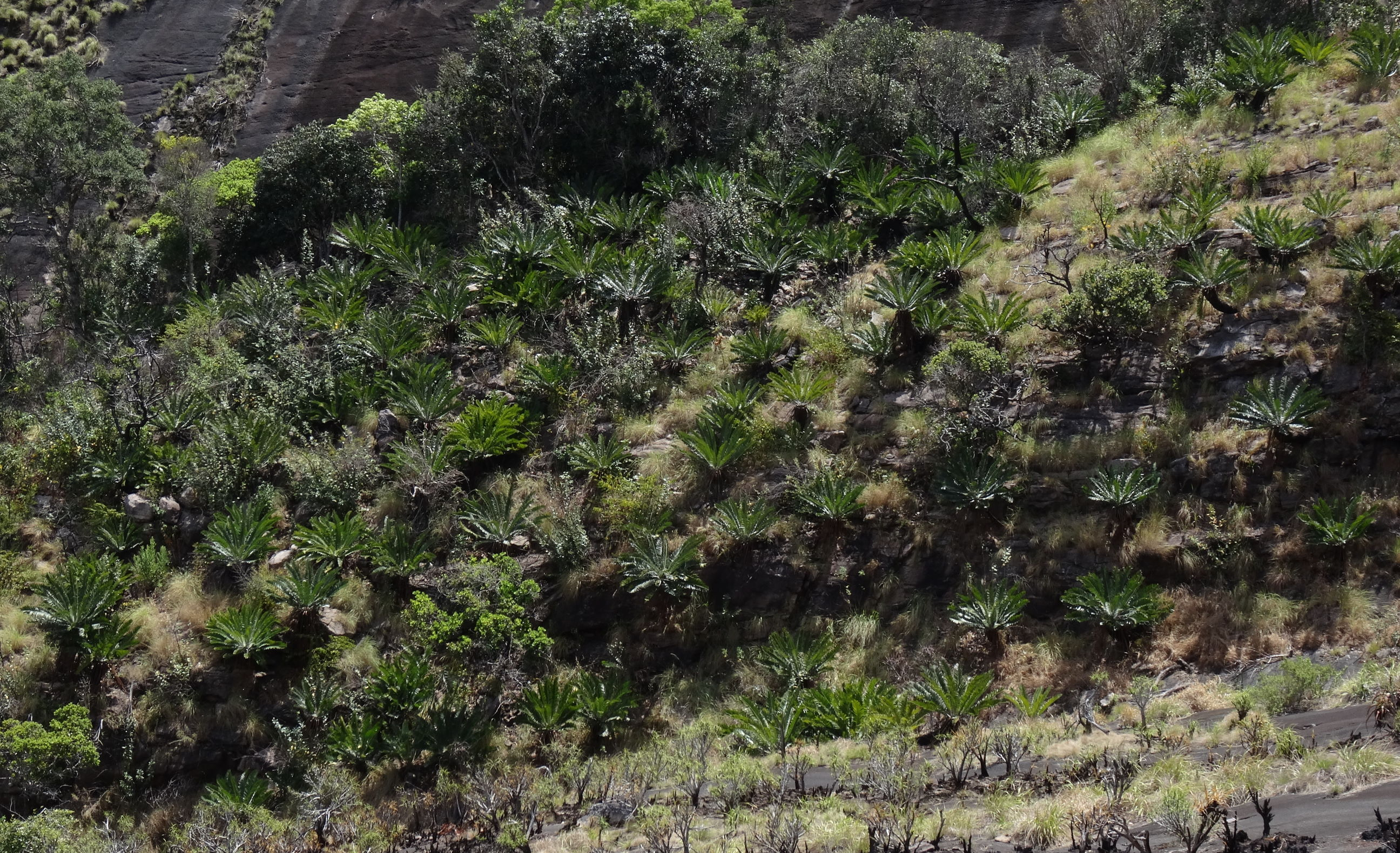
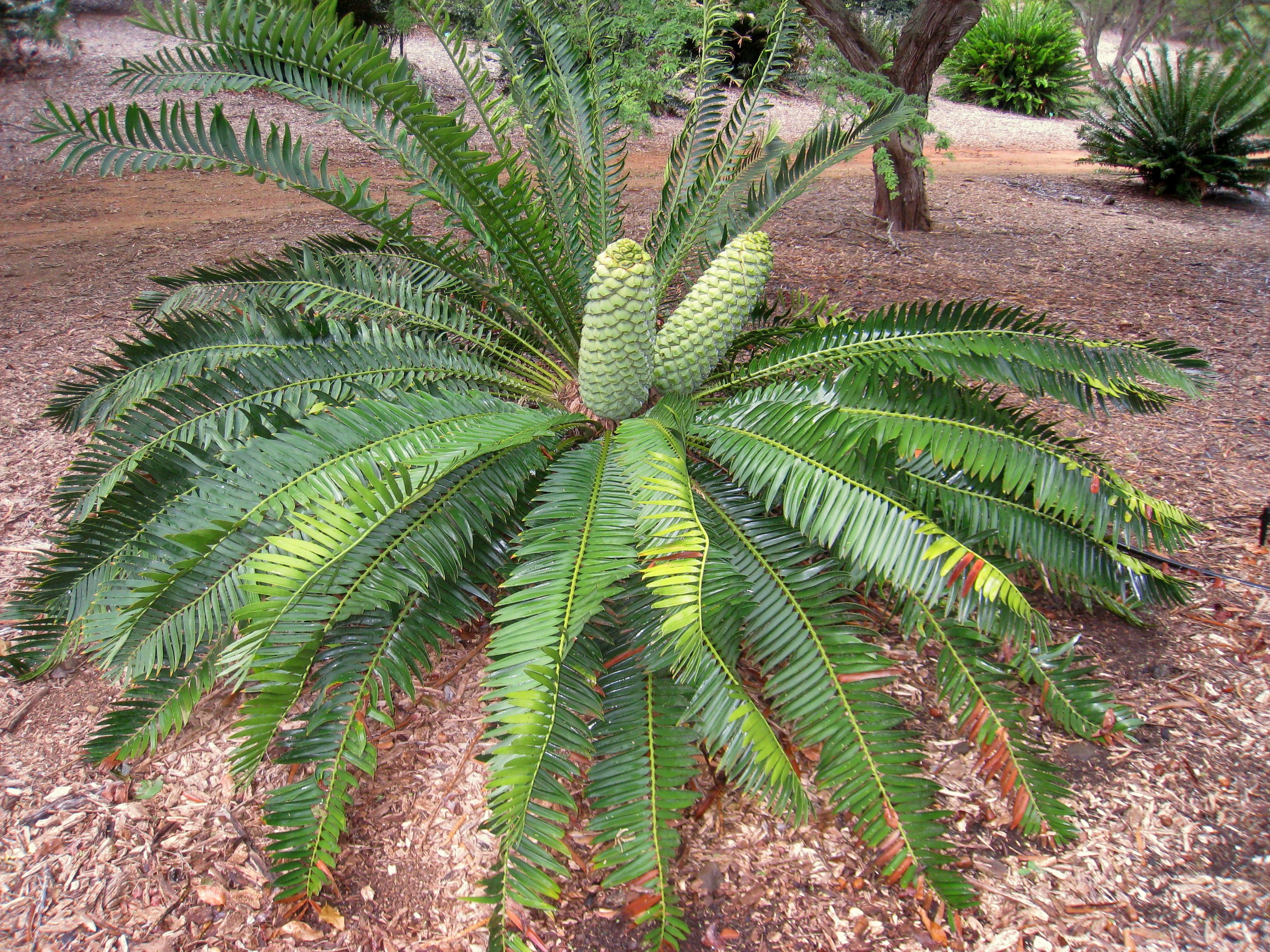
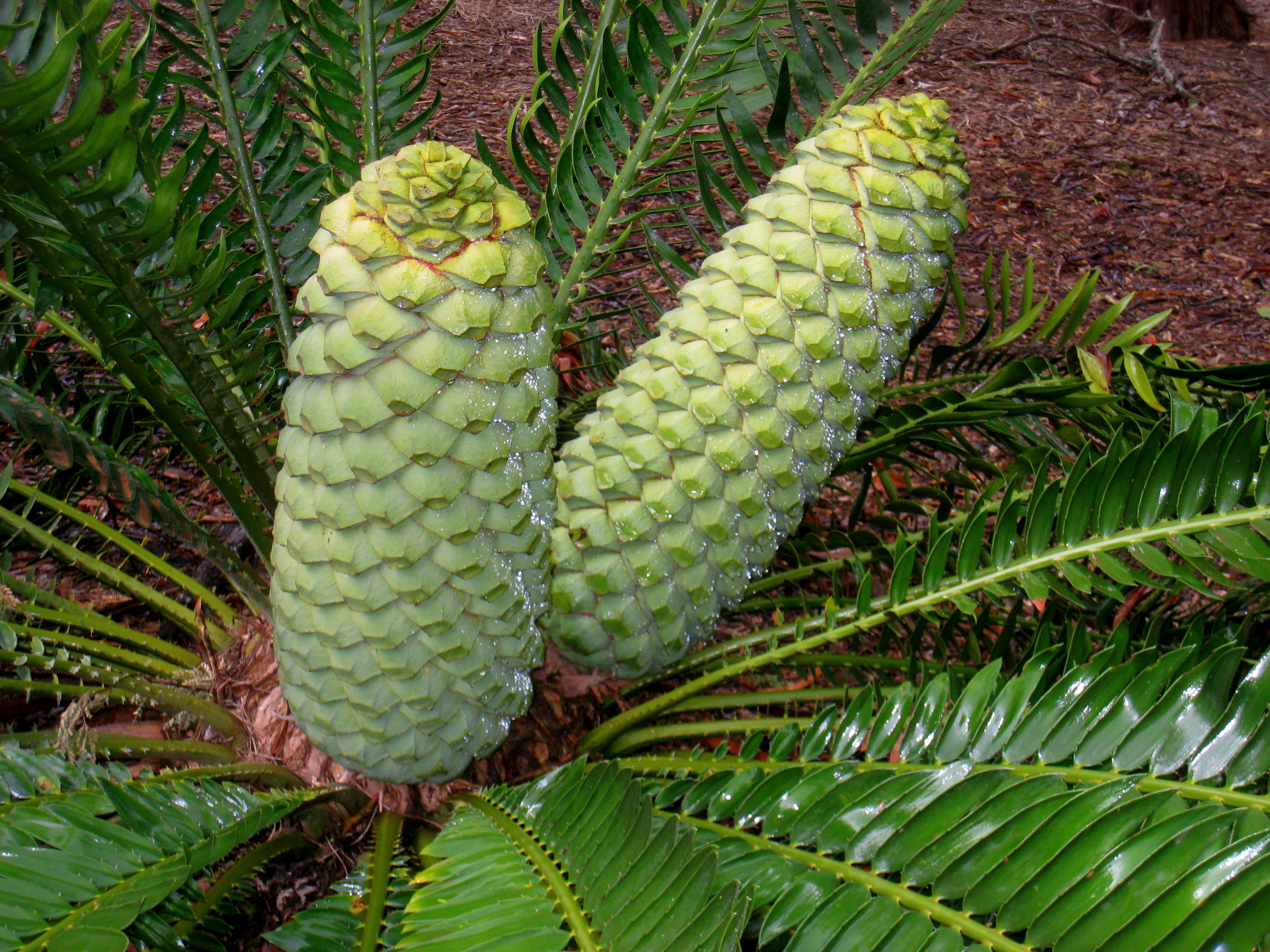
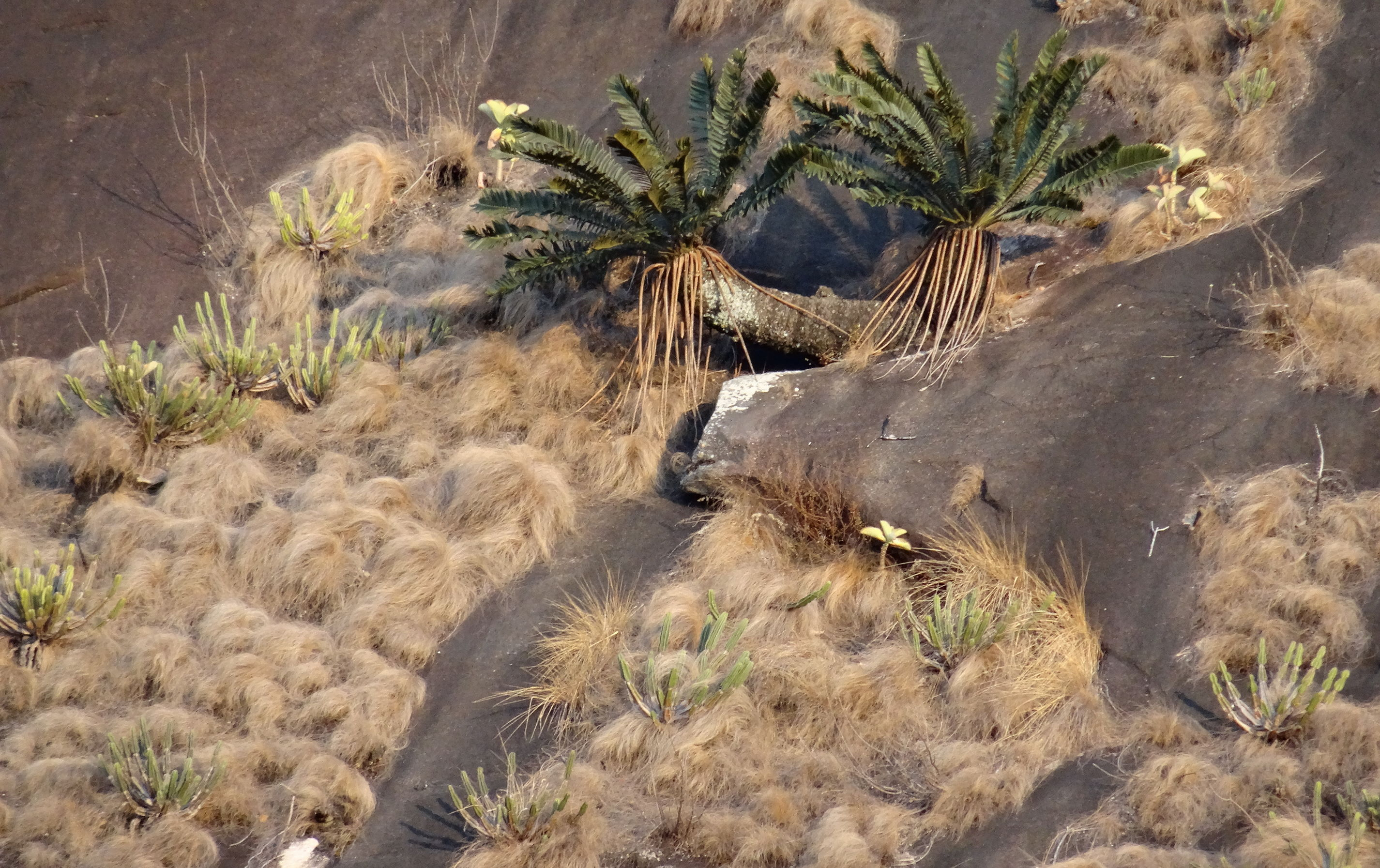
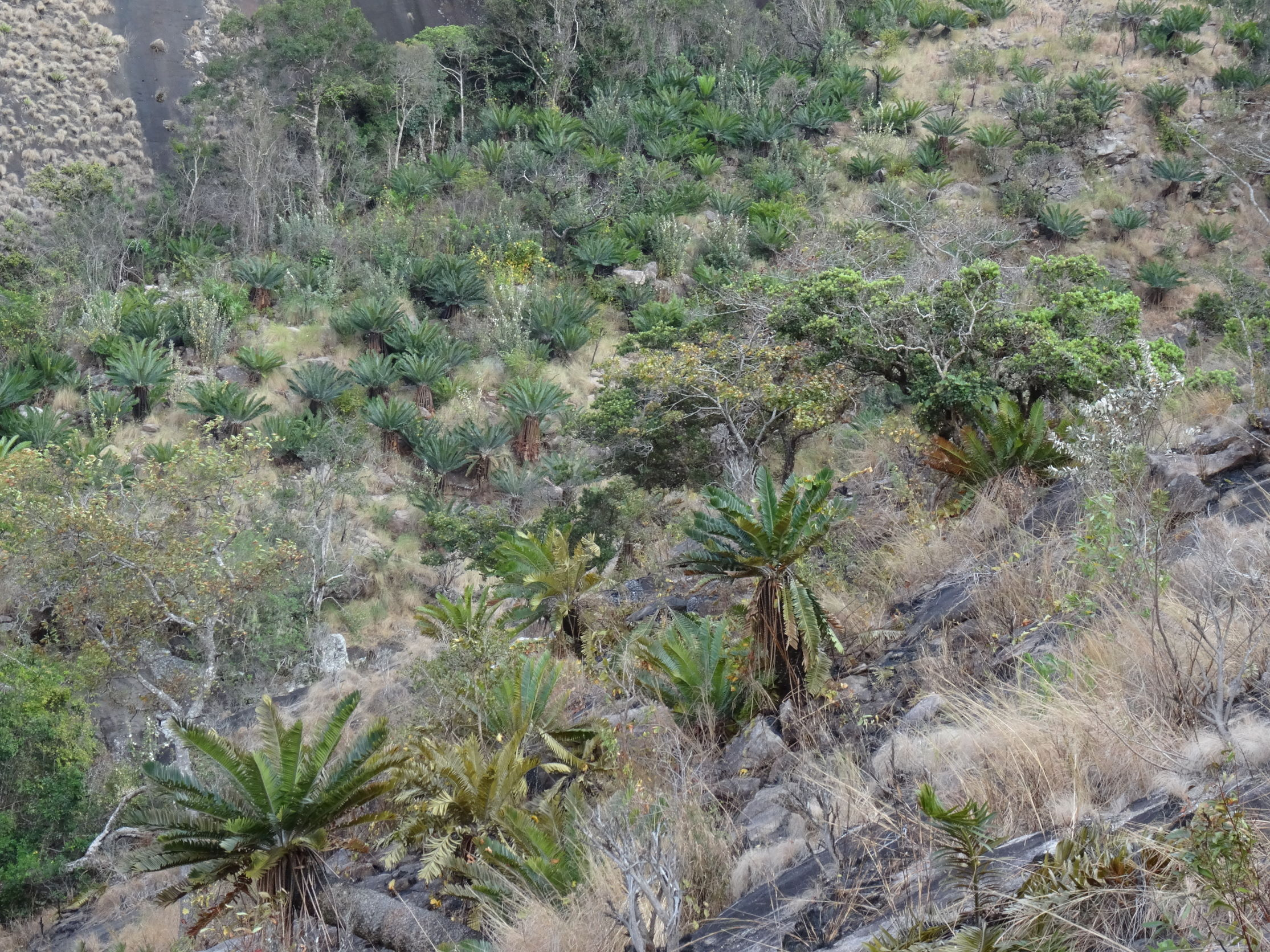
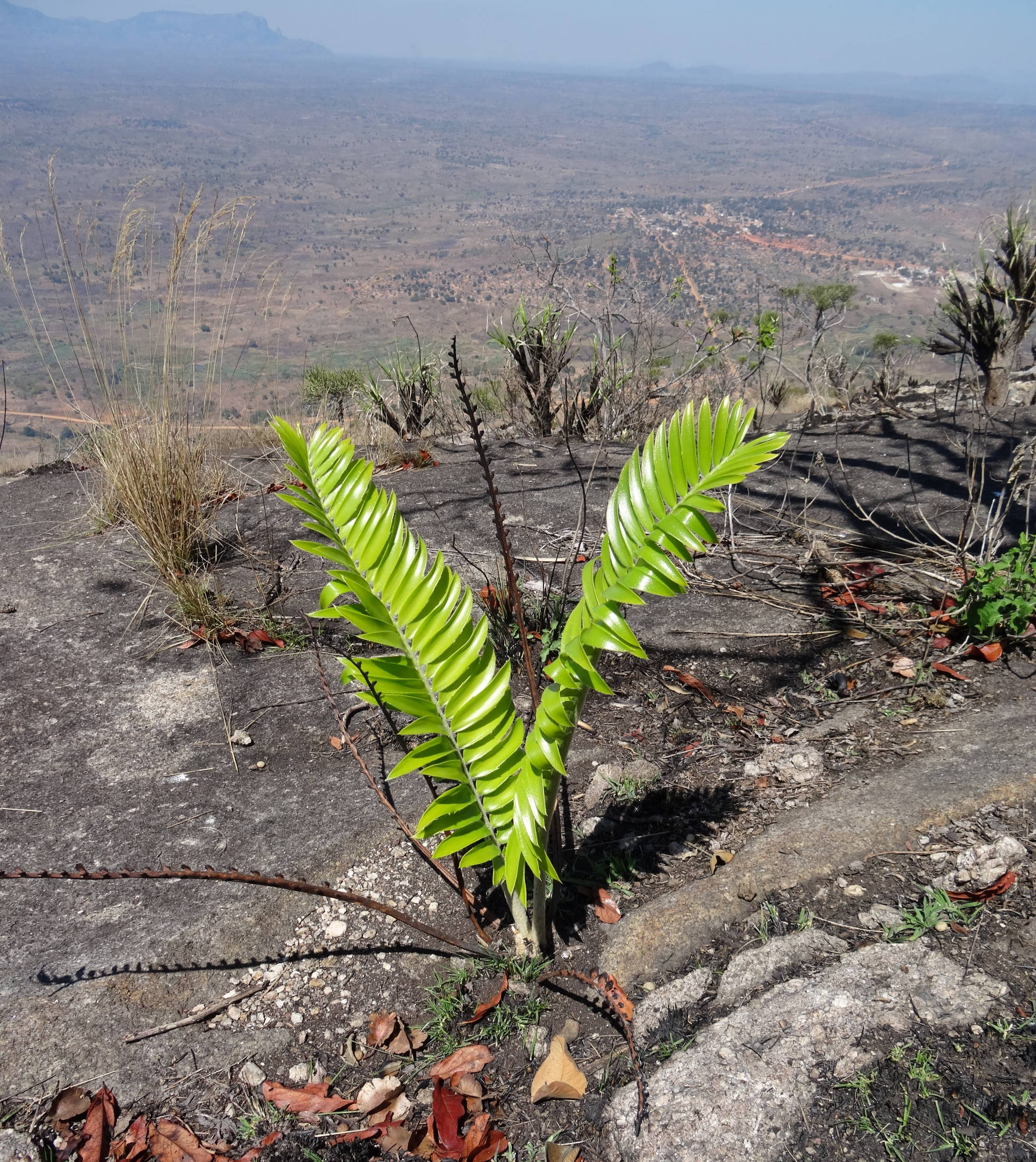